# Vick Cough Drops
Vick Cough Drops (conhecidas no Brasil como "Pastilhas Vick") é um remédio em forma de pastilha, pertencente à empresa P&G.

## Sabores e dados principais
- Mentol - pastilha verde, com gosto de menta.
- Cereja - pastilha vermelha, com gosto de cereja.
- Laranja - pastilha magenta, com gosto de laranja lima.
- Limão - pastilha verde claro, com gosto de lima limão.